# الحالة الجسدية في علم النفس

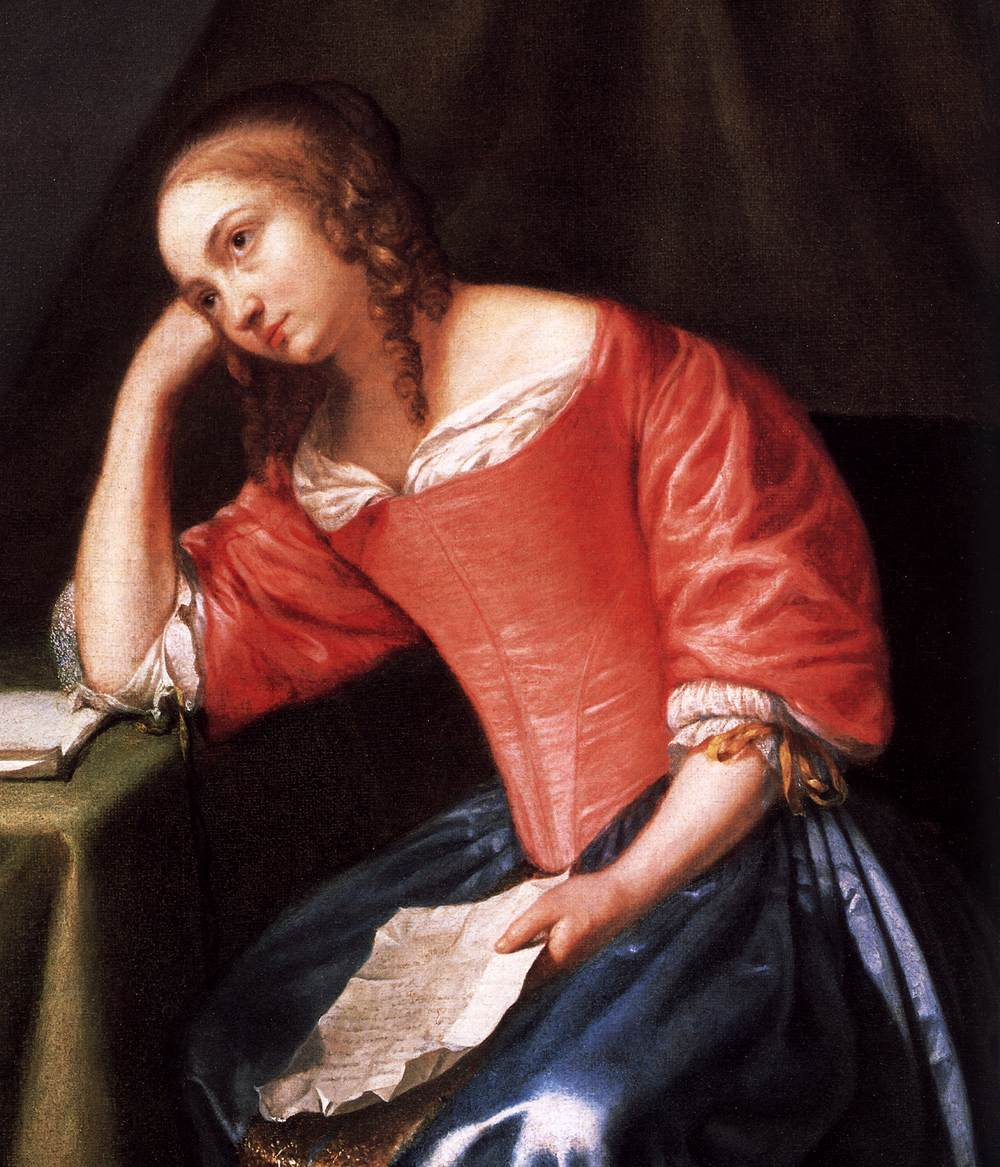
فتاة صغيرة تحمل رسالة ، حوالي 1665

يمكن للحالة الجسدية تزويدنا بكمية كبيرة من المعلومات المهمة من خلال الاتصال غير اللفظي، وقد أظهرت الدراسات النفسية  أيضا آثار وضعية الجسد على العواطف، وبإمكاننا نسب هذا البحث إلى دراسات تشارلز داروين عن العاطفة والحركة في البشر والحيوانات. وفي الوقت الحالي أظهرت العديد من الدراسات أن بعض أنماط حركة الجسم تدل على مشاعر معينة، ودرس الباحثون لغة الإشارة ووجدوا أن حتى الذين لا يستخدمون لغة الإشارة باستطاعتهم تحديد العواطف من حركات اليد، ومثال اخر وهو أن الغضب يتميز بحركة الجسم بالكامل، والنظريات الرائدة في هذا المجال هي نظرية فهم الشخص وتقبله ونظرية الإدراك ونظرية الانفعال المتجسد.
- نظرية فهم الشخص وتقبله ويقصد بها أنه عندما تكون الحالة الجسدية للشخص لها تأثير ذو أهمية على تقييمه الذاتي لمشاعره، ومثال على ذلك تجربة أجريت على أشخاص كان عليهم التفكير في صفات ايجابية عنهم وكتابتها في وضع واثق أو غير واثق، وبعد ذلك على الأشخاص إجراء تقييم ذاتي عن مستوى المرشح للوظيفة ومدى رضاه لو تم توظيفه، وأيضا قياس مستوى الثقة والحالة المزاجية، فأثبتت النتائج نظرية التحقق الذاتي حيث اتضح أن سلوكيات الأشخاص أثرت على نتائج تقييمهم الذاتي في وضعية الثقة، وقد أظهرت دراسة مماثلة بأن الأشخاص الذين يتخذون وضعية الانحناء يشعرون بالإرهاق مقارنة بمتخذي وضعية الاسترخاء.

نظرية الانفعال المتجسدة هي نظرية تبين لنا أن بعض الأحداث النفسية من الممكن أن تظهر بناء على حالة الجسد، وفي دراسة للانفعال المتجسد والذي شارك فيها أشخاص مهيئين لبعض الكلمات المحبطة والمشجعة، حيث اعتقد الباحثون بأنهم سيرون بعض النتائج الملحوظة على حالة المشاركين بناء على الكلمات التي تعلموها قبيل الدراسة، ولكن ذلك انتهى بخيبة أمل بسبب أن الذين طبق عليهم الدراسة كانوا إما يعانون من انخفاض في حركة أجسامهم أو سلوك يغلبه الكسل

## الأساليب الشائعة
قد استخدمت طريقتان متشابهتان لدراسة الحالة الجسدية والعاطفية، وتتضمن الطريقة الأولى مشاهدة الأشخاص المشاركين لشريط فيديو لممثلين يؤدون حركات معينة، بينما تتضمن الطريقة الثانية جلوس الأشخاص المشاركين على وضعية معينة والتعبير عن مشاعرهم. في الطريقة الأولى، يقوم الممثلون بتصوير وتسجيل حركات معينة للجسم، بينما في الطريقة الثانية يُطلب من الأشخاص المشاركين اتخاذ وضعية معينة للجسم، وبعدها تعبئة استبيان عن حالتهم العاطفية. طرق أخرى تتضمن استخدام تقنيات علم الأعصاب مثل تقنية الرنين المغناطيسي الوظيفي لتحديد كيفية تأثير الحالات الجسدية والعاطفية على تصوير الدماغ، وهنالك طريقة أخرى تُستعمل بكثرة وهي بتوظيف الراقصين كممثلين وقيام الأشخاص المشاركين بمراقبة وتحديد العاطفة التي ينقلها الراقص. 

## شرح التواصل
واحدة من وسائل الاتصال هي الحالة الجسدية للشخص، بالإضافة إلى تعابير الوجه والمسافات بين الأشخاص والإيماءات وحركات الجسم، وينقل ذلك معلومات حول: 
- العلاقات الشخصية
- السمات الشخصية مثل: الثقة والخضوع والانفتاح
- الوضع الاجتماعي
- الحالات العاطفية الحالية
- خصائص المزاج وفقا لنظرية أبقراط ونظرية كريتشمر ونظرية شيلدون.

## التحليل
يمكن للحالة الجسدية الإشارة إلى الخصائص الدائمة للشخص (كالشخصية والمزاج إلخ.) وعواطفه ومواقفه الحالية، وتبعا لذلك بالإمكان النظر للحالة الجسدية ضمن سياق معين وبشكل مستقل عن ذلك. 

### العوامل المتغيرة
يجب تحليل الحالة الجسدية كمعلومات عن الحالة الراهنة لمشاعر الإنسان ومواقفه في سياق لفظي أو غير لفظي، وكذلك مراعاة المعايير الثقافية والاجتماعية للشخص. 

#### الحالة الجسدية المفتوحة والمغلقة
- الحالة الجسدية المغلقة هي الوضعية التي تُحجب فيها أعضاء الجسم الأكثر عرضة للإصابة، وهذه الأجزاء هي: الحلق والبطن والأعضاء التناسلية. إن الأضرار التي تلحق بالأعضاء التناسلية تمنع نقل جيناتها إلى الأجيال القادمة وفي بعض الأحيان من الممكن أن تؤدي إلى الموت ولذلك يحاول كل من البشر والحيوانات حماية هذه الأجزاء الضعيفة من الجسم من الإصابة. قد تشير بعض السلوكيات إلى حالة جسدية مغلقة مثل ذراعان على الصدر أو البطن وتثبيت الأيدي أمام الأعضاء التناسلية والساقين وقد تشير الملابس أيضًا إلى حالة جسدية مغلقة كالبدلة الرسمية أو حقيبة اليد أو حقيبة تحملها أمام شخص ما وغالبًا ما تعطي الحالة الجسدية المغلقة انطباعًا بعدم الانفصال وعدم الاهتمام والعدائية، وأظهرت الأبحاث أيضًا أن هذه السلوكيات تنقل عادة مشاعر غير سارة. كانت هذه المشاعر واضحة عندما اضطر الشخص المشارك إلى الالتزام بالحالة الجسدية المغلقة واخباره بها.
- الحالة الجسدية المفتوحة وهي حالة جسدية تنكشف فيها الأجزاء الضعيفة من الجسم مثل ارتفاع الرأس، أو قد يكون القميص غير ثابت في الرقبة، أو حقيبة معلقة على الكتف أو على الجنب، وغالبًا ما يُنظر للحالة الجسدية المفتوحة على أنها تمثل موقفا وديًا وإيجابيًا. في الحالة الجسدية المفتوحة تُفتح القدمان والرأس يصبح مستقيم وباطن الأيدي مرفوعتان اليدين والأصابع مفتوحتان. بسبب هذا السلوك الودي تشير البحوث إلى أن الأشخاص المشاركين ينظرون إلى المسؤولين الذين يستخدمون الحالة الجسدية المفتوحة أكثر قدرة على التوجيه.

تعتبر اليدين عنصرا هاما في الحالة الجسدية المغلقة والمفتوحة كرؤية باطن اليد والذي من الممكن أن تكون إشارة للحالة الجسدية المفتوحة وخاصة إذا كانت اليد في راحة تامة، وقد يمثل إظهار الجزء الخلفي من اليد أو قبضة اليد إلى حالة جسدية مغلقة، وقد تشير الأيدي المثبتة خلف الظهر أيضًا إلى حالة جسدية مغلقة على الرغم من وضوحها من الأمام لأنها قد تعطي انطباعًا عن إخفاء شيء ما أو مقاومة لتلامس ما. 
تطبّق الحالة الجسدية المغلقة والمفتوحة أيضًا عند الجلوس حيث أن يمكن للساقين والذراعين التعبير عن حالة جسدية مغلقة. كما ذكر من قبل، فإن الميل إلى الأمام أو إظهار باطن اليدين يمكن أن يشير إلى حالة جسدية مفتوحة. 

#### المواقف الشخصية
يمكن إيصال لمواقف الشخصية من خلال: 
ميل الجسم: أثناء المحادثة قد يميل الشخص قليلاً نحو شخص آخر أو يبتعد قليلاً عنه، وعادة ما يكون هذا السلوك من غير قصد حيث يمكن أن يكون الميل نحو شخص تعبيرًا عن التعاطف والقبول، ويمكن أن يشير الابتعاد إلى كراهية أو رفض أو رغبة في إنهاء المحادثة، وحتى بعض حركات الرأس قد تحمل معاني مماثلة. 
التشابه: يكون لدى الناس أثناء المحادثة ميل لاشعوري لتقليد سلوك الآخرين وعادة ما يحدث هذا عندما تكون المحادثة ممتعة لكلا الطرفين، ويمكن أن يشير هذا التقريب للمواقف والإيماءات وحركات الجسم إلى ظهور رابط تعاطفي أو كما عرفه إدوين راي جوتري باسم تحركات الجسم. إن عدم وجود سلوك تزامني قد يؤدي إلى التصنع أو الإجبار أو عدم الراحة. 
عادة ما يتحدث الأشخاص عن بعضهم البعض لكن ليس بشكل مباشر مما قد يؤشر لمواجهة بين طرفين. أثناء المحادثة عادة ما يتم تحويل هيئات الأشخاص المشاركين نحو بعضهم البعض على شكل زاوية، كتعمد تجاهل شخص ما شخصا آخر عن طريق إعطاءه ظهره. 
الحالة الجسدية المغلقة أو المفتوحة   

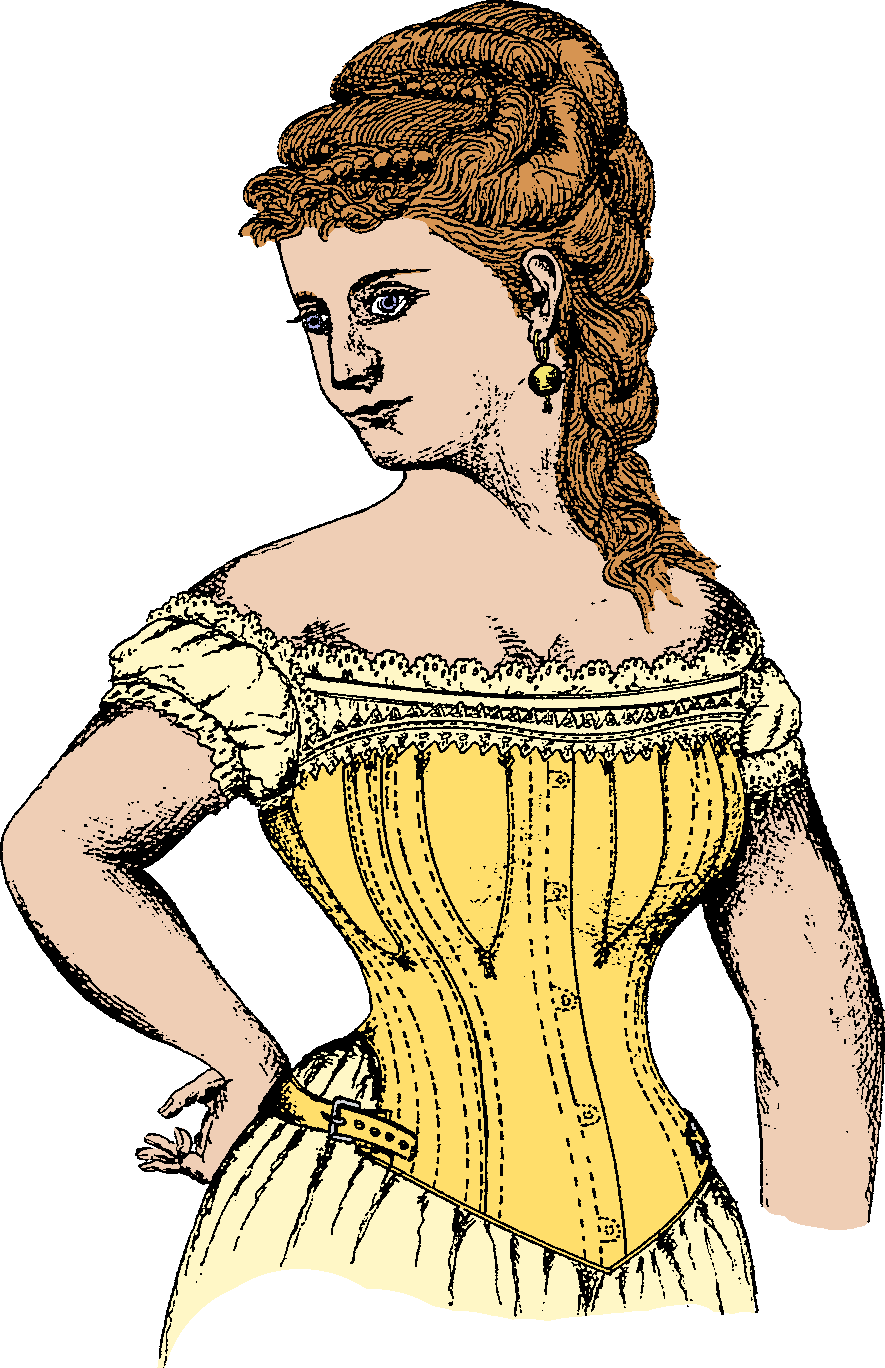
مثال على الموقف اللامبالي

#### الحالة الجسدية في التواصل الاجتماعي

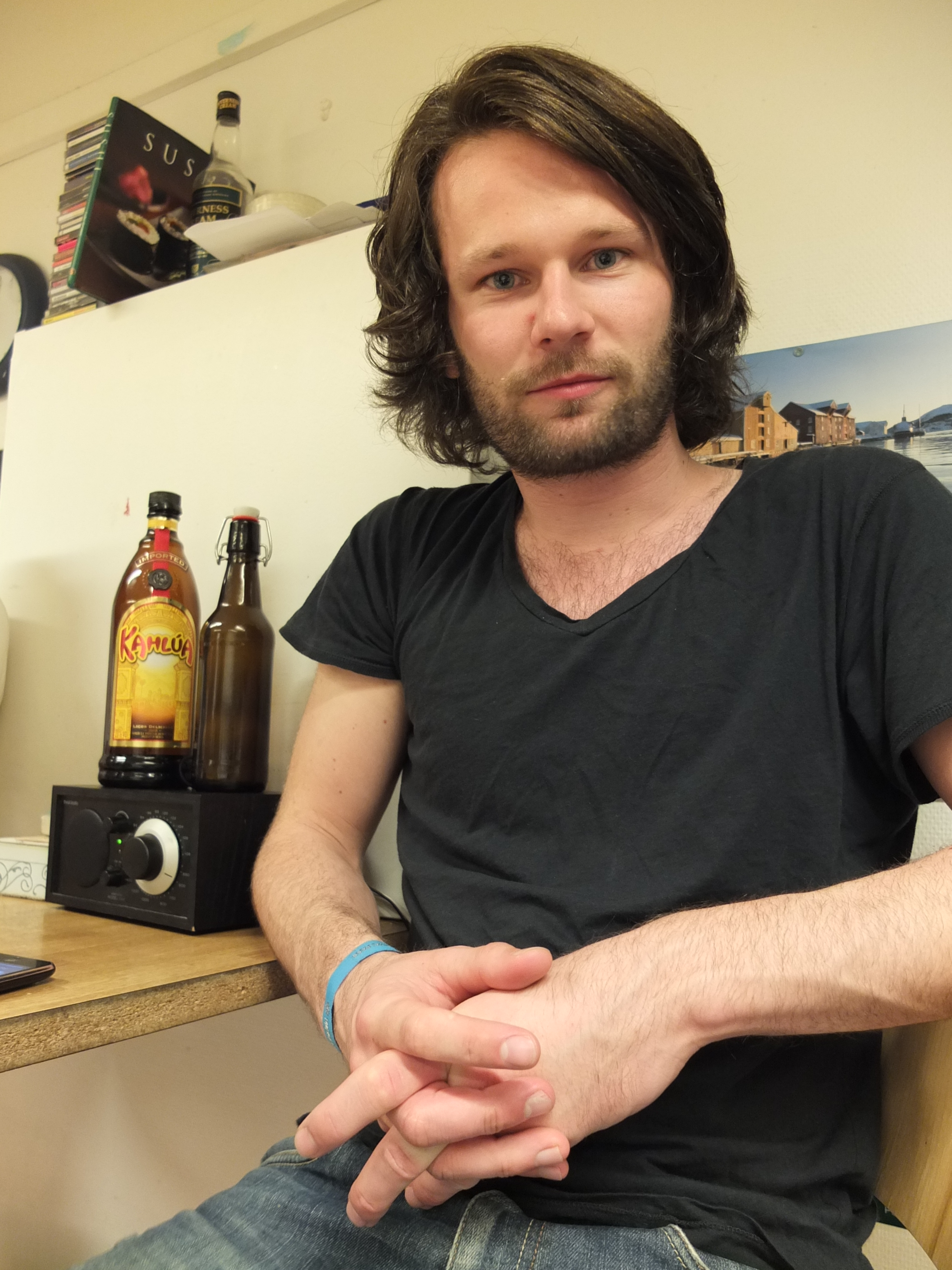
رجل يتخذ وضعية التصوير

يمكن للحالة الجسدية تحديد حالة الفرد في السلم الاجتماعي 

- إذا تحدث شخصان وضعهما الاجتماعي مختلف عن بعضهم البعض، فإن  الذي يشغل مناصب عليا عادة ما يكون أكثر استرخاء، وقد تكون حالته الجسدية كثيرة الحركة ومسترخية وغير مبالية، وعادة ما يتخذ الشخص الاقل منه وضعية متماثلة من خلال وضع كلتا يديه في حضنه أو على جانبيه.
- الشخص ذو المكانة العالية عادة ما يتحدث وهو جالس، بعكس الشخص ذو المكانة الأقل منه والذي قد يظل واقفا حتى يطلب منه الجلوس

#### الحالة الجسدية الطولية وتأثيرها على المزاج والنشاط
في دراسة أجريت عام 2018 والتي نشرتها مجلة – نوروريغولايشن-  اكتشف الدكتور ايريك بيبر وفريقه أن الحالة الجسدية الجيدة تساعد بشكل كبير في الحصول على درجات أفضل في اختبار الرياضيات، وإن الحالة الجسدية المتراخية منطقيا تحبط الأشخاص ولا تجعلهم يفكرون بطريقة واضحة، وتوصلوا إلى استنتاج بأن الحالة الجسدية الطولية تساعد الأشخاص على الأداء في ظروف مختلفة من التوتر، وقد لوحظ أن التحسن في الأداء يمكن أن يظهر على الأشخاص الذين يمارسون أنشطة أخرى مثل الموسيقيين والرياضيين. 

#### الراحة
يؤثر المزاج على قوة العضلات ومستوى الطاقة والشعور بالراحة الداخلية، وهكذا بإمكان الحالة الجسدية الكشف عن الحالة الذهنية لشخص ما. إن الغضب والحزن والاشمئزاز هي إلى حد بعيد أكثر الحالات الجسدية المتعارف عليها والتي تدل على العواطف. 
- يمكن أن يؤثر الإجهاد على الحالة الجسدية لا شعوريا، وغالبا ما يعاني الشخص الذي يتعرض للإجهاد قدرا أكبر من الإجهاد العضلي وقد يتنفس أيضا قليلا من الترقوة.
- تؤثر الراحة على الحالة الجسدية من خلال شعور الشخص بالطاقة والتوازن بحيث أن يكون العمود الفقري مستقيما والرأس مرتفعا.
- يؤثر الانزعاج على الحالة الجسدية للشخص بإحساسه بالتعب، وقد تتدلى أكتافه وينحني رأسه أو يميل إلى اليسار أو اليمين.
- تؤثر الثقة على الحالة الجسدية من خلال استقامة الجسد من عدمها.

جاء الأدب الشعبي لتفسير الحالات الجسدية وفقا لافتراضات التحليل النفسي معتقدا بأن الأفعال كضم الذراعين على الثديين أو ضم الساقين ستكون علامة من علامات التعقيد الجنسي، ومع ذلك فإن هذه المعتقدات لديها دعم محدود للغاية في البحوث المنهجية والتجريب، فمن الأرجح أن هذا النوع من السلوك يعكس نمطا معينا من تقديم الشخص لنفسه بدلا من الخلافات والتعقيدات الخارجة عن سيطرته. 

### العوامل مستقرة
يُستخدم أيضا مصطلح الحالة الجسدية للإشارة إلى المظهر الخارجي للجسم، في علم النفس هنالك العديد من المفاهيم المتعلقة بظهور صفات أو مميزات دائمة للأفراد، وقد تعكس المواقف المعتادة على الصفات الخاصة للفرد. 

#### الطبيعة
لفت انتباه ويلهيلم ريش والذي كان طالبا لدى سيقموند فرويد العلاقة بين التنفس الضحل وحركة وحظر حركة المرور والصعوبة في ممارسة الجنس والاضطرابات العاطفية وخاصة المتعلقة بالأعصاب، وبعد ذلك طَور هذا المفهوم ألكسندر لوين وهو المؤسس لعلم الطاقة الحيوية وهو أيضا من عرّف مفهوم كتلة العضلات، ولاحظ لوين أنه عندما لا يرغب الناس في إظهار مشاعرهم فإنهم يشدون عضلات معينة، ومثال على ذلك عندما لا يرغب أحدهم في البكاء فباستطاعته شد الفك والذي يمنع تساقط الدموع. يُسبب التوتر والغضب بشد العضلات وأيضا العامود الفقري والفخذين، وإذا استمر هذا التوتر فوفقا لما قاله لوين أنه من الممكن أن يكون توتر مزمن وذلك سيجعل كتلة العضل لا ترتاح بغض النظر عن أي ظرف من الظروف، وهذا ما يسمى منع التوتر المزمن. تؤثر كتلة العضل على الحالة الجسدية وكيفية تحرك البشر، وهناك تجارب معينة تؤثر على تشكيل مناطق محددة من العضل ومظهر الجسم وهيكله وموقفه. 

#### خصائص المزاج
تؤكد النظريات الدستورية في علم النفس كنظرية شيلدون ونظرية كريتشر على العلاقة بين بنية الجسم ومزاجه، وهذه النظريات موجودة منذ أن اعتقد أبقراط أن بنية الجسم متصلة بالمزاج وبعض الأمراض، وبدأ البحث العلمي حول العلاقة مظهر الجسد والسمات المزاجية في أوائل القرن العشرين على يد الطبيب النفسي الألماني ايرنست كريتشر، والذي درس العلاقة بين بنية الجسم والعقل، وذلك يُظهر باختصار نظرية فيليس ويتمان ونظرية ويليام شيلدون ونظرية غاس كاتز وتميز هؤلاء الباحثون بين الاختلافات الدستورية أو طبيعة جسد الشخص وردود الفعل أو السلوك المزاجي، والاختلافات الدستورية الثلاثة هي: ضغط الجسم والذي يسبب السمنة، والبنية الجسمانية القوية، البنية الجسمانية الهزيلة. والثلاث المطابقة لردود الفعل هي: عاطفة الشخص، الجذب الجنسي لرجل بالغ، المعذور. 
ناقش بعض الباحثين بأن نتائج دراسة شيلدون عن وجود علاقة بين بنية الجسم ومزاجه ترجِع إلى مناهجه القديمة وأن العلاقة بين بنية الجسم ومزاجه أقل مما يدعي. 

## العوامل أخرى
من الممكن أن تتأثر الحالة الجسدية للشخص لسوء الحالة الصحية وعوامل أخرى، وبالتالي يجب على أي شخص بحالة جسدية معينة أن يقيم الشخصية أو الميزة أو علم النفس ويستبعد أولا أي حالة طبية محتمل أن تؤثر على وضعية جسده، وعلاوة على ذلك هناك معطيات تقول بأن الشخص الذي يحافظ على حالته الجسدية قد تصبح أسوأ إذا استمع الجمل التي تصف تصرفات الآخرين، ومثال على ذلك إذا كانت مهمتك هي الحفاظ على حالتك الجسدية بدقة، فأنت تفعل ما هو اسوأ عندما تستمع إلى جمل مثل: أستيقظ، أرتدي خُفي، أذهب إلى دورة المياه. 

## الآثار المترتبة في المجالات الأخرى
بإمكان دراسة الحالة الجسدية أن تقدم كمية هائلة من المعلومات حول المشاعر والمعرفة الشخصية، وأثبتت الدراسة أيضا بأنها مفيدة في مجالات أخرى، وكان على المستشارين المحترفين الذين كانوا مشاركين في التجارب مشاهدة تفاعلاتهم المسجلة مع العملاء وتحديد مشاعرهم، واكتشف الباحثون أن نسبة الاعتماد فقط على التواصل لفظيا لتحديد مشاعر العميل هي 66 ٪ ومن الممكن أن يساء فهمها إن لم يتم إيصال العاطفة بشكل إيجابي بالتواصل غير اللفظي. في دراسات مماثلة لوحظ أن الذراعين والساقين كانت أهم العوامل الجسدية لانخفاض مستوى التعاطف، وعلاوة على ذلك اقترح الباحثون أن لا ينبغي للمستشارين أن يُدربون فقط على التواصل اللفظي بل أيضا على التواصل غير اللفظي. 